# CLEAN (algoritmo)
O algoritmo CLEAN é um algoritmo computacional para executar uma deconvolução em imagens criadas em radioastronomia. Foi publicado por Jan Högbom em 1974 e várias variações foram propostas desde então.
O algoritmo assume que a imagem consiste em um número de fontes pontuais. Irá encontrar iterativamente o valor mais alto na imagem e subtrair um pequeno ganho dessa fonte pontual convolvido com a função de dispersão pontual da observação, até que o valor mais alto seja menor que algum limite. O algoritmo CLEAN e suas variações ainda são amplamente utilizados na radioastronomia, por exemplo, na primeira imagem do buraco negro supermassivo central M87.